# نونزیو برندی
نونزیو برندی (انگلیسی: Nunzio Brandi؛ زادهٔ ۱۰ مهٔ ۲۰۰۱) بازیکن فوتبال اهل ایتالیا است.